# Fatma 75
Fatma 75 è un film tunisino del 1976 diretto da Salma Baccar e girato fra le città di Hammamet, Sidi Bou Said e Tunisi.
(Salma Baccar)

## Trama
La studentessa Fatma, deve presentare una tesina riguardo alla condizione della donna in Tunisia.

## Analisi
Il film analizza la storia sull'evoluzione della condizione femminile in Tunisia in tre periodi generazionali: 1930-1938; 1938-1952, vero periodo di emancipazione femminile e dell'indipendenza del Paese; e posteriore al 1952. Il fatto che il titolo abbia anche  in sé 75 è dovuto alla proclamazione del 1975 come Anno della donna da parte dell'ONU.
L'opera è stata giudicata troppo progressista e sovversiva, in Tunisia, fino al 2005 e non ha avuto molto successo. All'Estero, soprattutto nel Nord-Africa, ha avuto un discreto successo.

## Riconoscimenti
- 1979 - Festival di Manheim
  - Ducato d'Oro